# Karl Wållgren
Karl Wållgren, född 19 april 2001, är en svensk friidrottare (häcklöpare) tävlande för Örgryte IS. Han vann SM-guld på 400 meter häck år 2023.

## Karriär
I augusti 2022 tog Wållgren silver på 400 meter häck vid SM i Norrköping. I juli 2023 vid SM i Söderhamn tog han sitt första SM-guld på 400 meter häck efter ett lopp på 50,30 sekunder.

## Tävlingar

### Internationella
| År                   | Tävling                   | Plats                | Placering            | Gren                 | Tid                  |
| Tävlande för Sverige | Tävlande för Sverige      | Tävlande för Sverige | Tävlande för Sverige | Tävlande för Sverige | Tävlande för Sverige |
| -------------------- | ------------------------- | -------------------- | -------------------- | -------------------- | -------------------- |
| 2022                 | Inomhusvärldsmästerskapen | Belgrad              | 9:e (heat)           | 4 × 400 m stafett    | 3.09,48              |
| 2023                 | U23-europamästerskapen    | Esbo                 | 10:e (semifinal)     | 400 m häck           | 50,92 s              |
| 2024                 | Europamästerskapen        | Rom                  | –                    | 400 m häck           | 0DNF0                |

## Personliga rekord
| Utomhus - 200 meter – 22,33 (Göteborg, Sverige 27 juni 2020) - 400 meter – 47,02 (Sollentuna, Sverige 27 augusti 2022) - 800 meter – 1.57,35 (Göteborg, Sverige 25 juli 2020) - 400 meter häck – 50,11 (Sollentuna, Sverige 11 juni 2023) | Inomhus - 60 meter – 7,12 (Göteborg, Sverige 10 januari 2021) - 200 meter – 22,12 (Växjö, Sverige 24 januari 2021) - 400 meter – 47,35 (Växjö, Sverige 21 januari 2023) |